# Kernkraftwerk Kaiseraugst
Das nicht realisierte Kernkraftwerk Kaiseraugst war ein geplantes Schweizer Kernkraftwerk in Kaiseraugst im Kanton Aargau in unmittelbarer Nähe zur Grenze zwischen der Schweiz und Deutschland. Das Projekt unter dem Dach der Firma Motor-Columbus scheiterte an einer untragbaren Kosten‑ und Finanzierungsspirale sowie dem Widerstand der Bevölkerung.

## Hintergrund & Planung
In den 1960er-Jahren erlebte die Schweiz einen Wirtschaftsboom, der den Stromverbrauch rasant ansteigen liess. Nach dem Bau zahlreicher Wasserkraftwerke in der Nachkriegszeit zeichnete sich früh ab, dass die hydroelektrischen Ressourcen an ihre Grenzen stießen. Branchenstudien warnten vor einer „Stromlücke“ in den 1970er-Jahren und die Elektrizitätswerke suchten nach Alternativen für neue Grundlastkapazitäten. Auch der Schweizer Bundesrat hatte zunehmende Sorgen um mögliche Stromengpässe. Da der energiewirtschaftliche Zukunftsdiskurs praktisch vollständig von der Kernkraft beherrscht wurde, stellte die Schweizer Firma Motor‑Columbus 1966 zusammen mit Electricité de France somit ein Pilotprojekt für einen 500‑MW‑Siedewasserreaktor vor.
Als Standort wurde das aargauische Rheintal erwogen, da die Lage am Rhein unbegrenztes Kühlwasser und erleichterten Transport per Schifffahrt versprach. Noch vor Einreichung der Gesuche erhöhte man die Leistung auf 850 MW, um Skaleneffekte auszunutzen. Währenddessen verdoppelten sich innerhalb von drei Jahren die ursprünglich kalkulierten Baukosten von 436 Millionen auf 817 Millionen Franken, da internationale Reaktorpreise stark anzogen.  Am 28. August 1972 gab das Bundesamt für Energiewirtschaft dem Standort offiziell grünes Licht, doch die eigentliche Detailplanung kam erst 1974 in Fahrt. Um das Milliardenvorhaben zu stemmen, bündelten die beteiligten Werke ihre Kräfte in der Kernkraftwerk Kaiseraugst AG und warfen binnen zwölf Monaten Anleihen im Gesamtwert von 240 Millionen Franken auf einen von der Ölkrise erhitzten Markt, dessen Zinsen auf über acht Prozent stiegen – jede Verzögerung trieb so die Finanzierungskosten weiter in die Höhe.
Nach jahrelangen politischen Auseinandersetzungen erteilte der Bundesrat am 28. Oktober 1981 die Rahmenbewilligung für eine Anlage vom Typ Siedewasserreaktor mit 900 bis 1000 MW elektrischer Leistung.

## Protestbewegung

### Auseinandersetzungen 1970

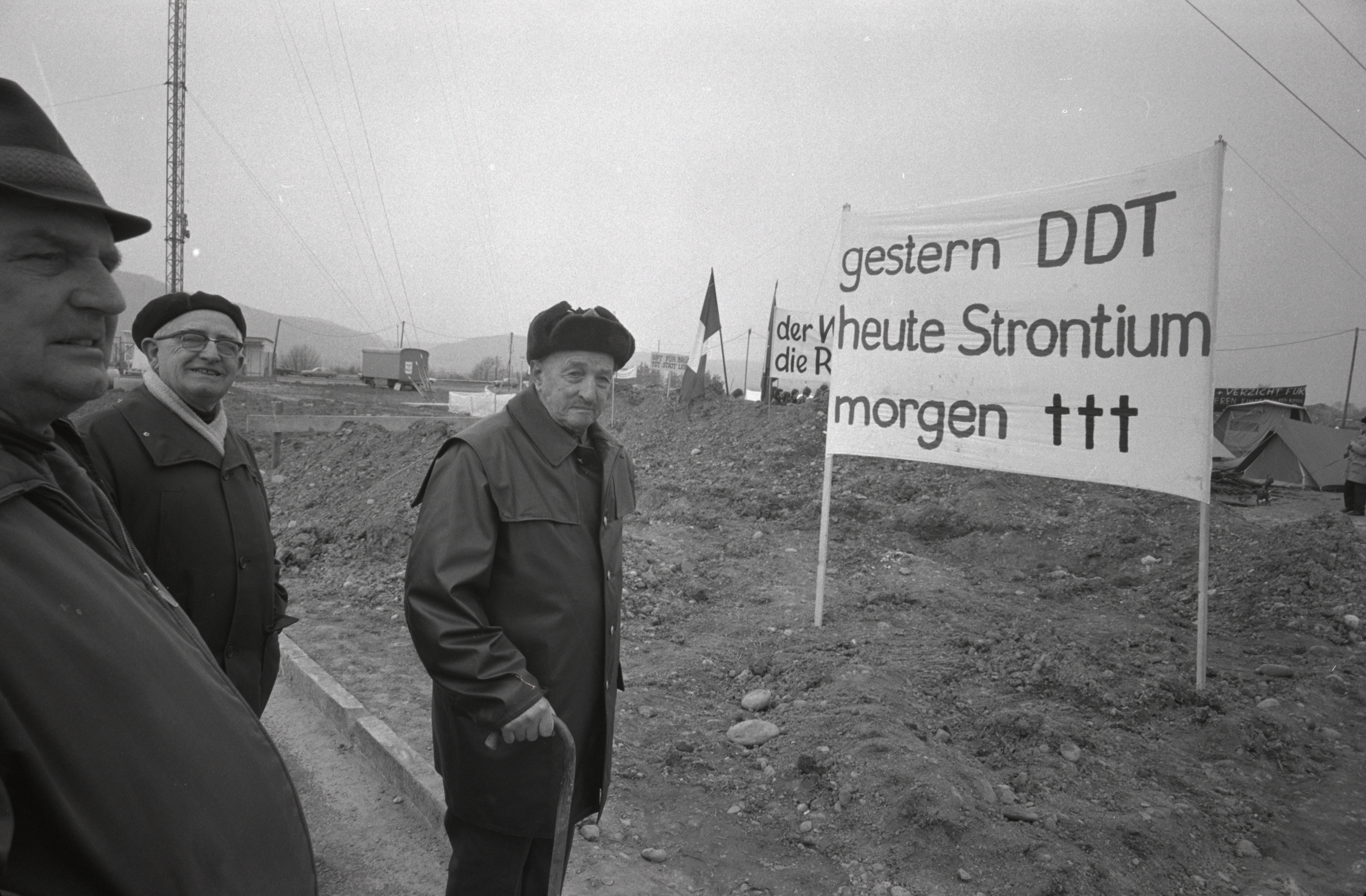
Protest auf dem Gelände des geplanten Kernkraftwerkes 1975

Auseinandersetzungen über das Kernkraftwerk Kaiseraugst gab es seit den frühen 1970er Jahren. Im Mai 1970 trat mit dem Nordwestschweizer Aktionskomitee gegen das Atomkraftwerk Kaiseraugst (NAK), später bekannt als Nordwestschweizer Aktionskomitee gegen Atomkraftwerke (NWA), schweizweit erstmals auch eine organisierte Opposition gegen den eingeleiteten Bau von Atomkraftwerken auf den Plan. Im Juli 1973 entschied das Bundesgericht, die Gemeinde Kaiseraugst und der Kanton Basel-Stadt seien nicht zur Beschwerdeführung bei ihm gegen das Projekt legitimiert, da Verfassung und Atomgesetzgebung den Bund als alleinige Bewilligungsinstanz vorsähen.

### Erste Besetzung 1973
Zwischen Weihnachten und Neujahr 1973 fand eine erste Besetzung statt. Auf dem vorgesehenen Baugelände versammelten sich rund zwölf Aktivistinnen und Aktivisten.

### Ab der zweiten Besetzung 1975

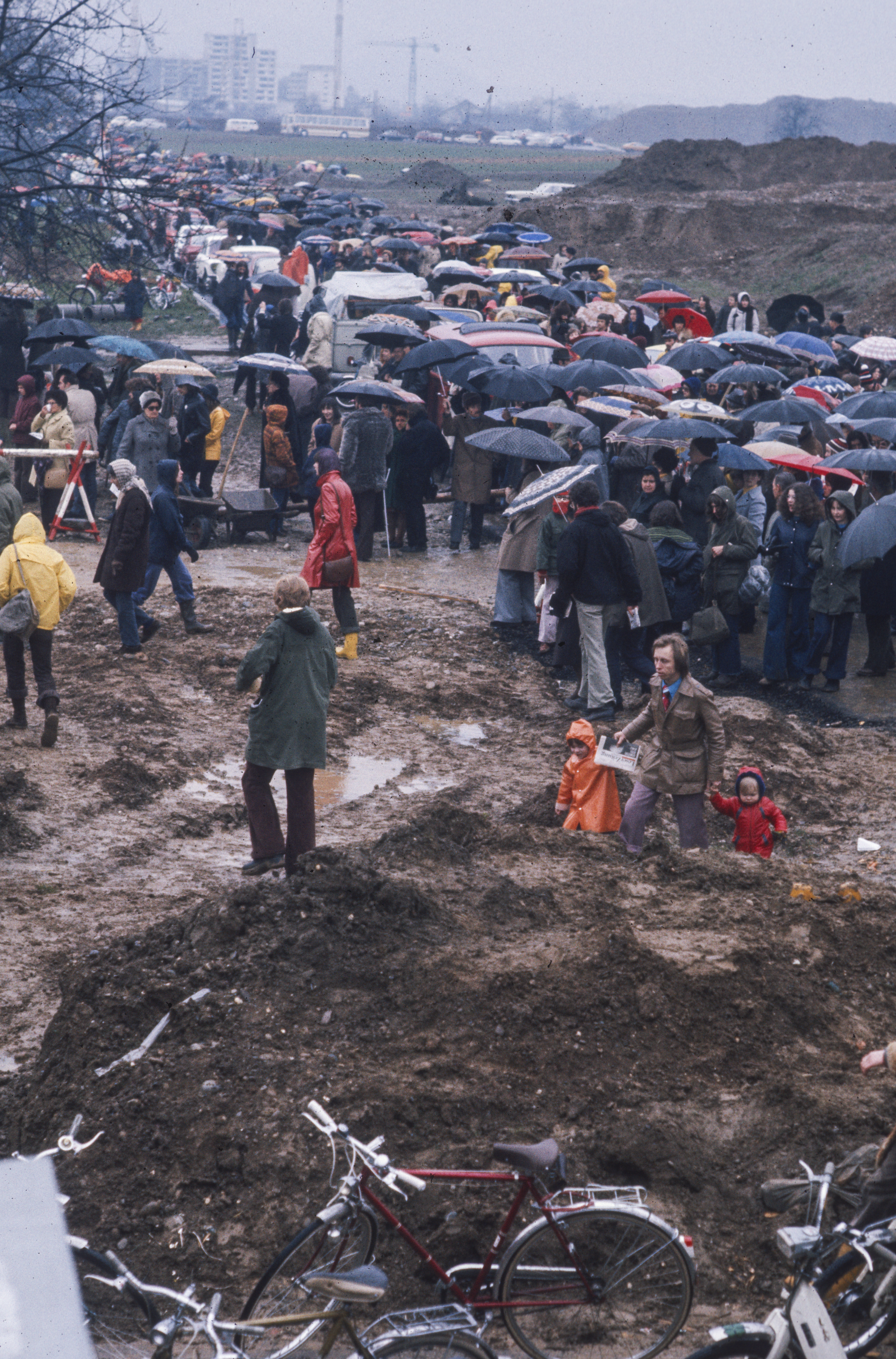
Demonstration bei Kaiseraugst, ca. April 1975

Am ersten April 1975 wurde das Gelände des Kraftwerkes zum zweiten Mal von Aktivisten besetzt, nachdem sie vom Baubeginn erfahren hatten. Die Regierung des Kantons Aargau fasste zunächst keine Beschlüsse zum Eingreifen. Nach einer Woche wollten die Anwesenden Besetzer, die immer noch eine Räumung durch die Polizei erwarteten, das weitere Vorgehen beschliessen und riefen zu einer Solidaritätskundgebung auf, die auch hätte der Abschluss der Besetzung sein können. Stattdessen versammelten sich im Regen am 6. April 15'000 Menschen auf dem Areal und ermutigten die Besetzer in ihrer Vollversammlung in ihrem Entschluss zum Bleiben. Es entstand ein Besetzerdörfli mit täglichen Vollversammlungen.
Am 18. April fand eine Kundgebung auf dem Bundesplatz in Bern statt. Nach Gerüchten zu einem Armeeeinsatz zur Räumung in Kaiseraugst sagte Bundesrat Willi Ritschard als Energieminister, dass er bei einem solchen Vorgehen umgehend zurücktreten würde.
Der Baubeginn wurde nach elfwöchigem Widerstand der Demonstranten und Verhandlungen mit dem Bundesrat von den Behörden verschoben. Die Besetzung wurde am 11. Juni nach einer Schlussdemo und nach der Zusicherung eines "mindestens vierwöchigen Baustopps" beendet. Unter den Besetzern hatten extreme Linke die Bewegung für revolutionäre Ziele zu instrumentalisieren versucht. Im Herbst verhandelte der Bundesrat mit den Vertretern der Gewaltfreien Aktion Kaiseraugst. Es sollten in einem Nachbericht nicht nur Umweltaspekte geprüft, sondern auch überprüft werden, ob der Strom des Kraftwerks überhaupt benötigt wurde. Bei der Demonstration beim fast fertig gebauten Kraftwerk Gösgen 1977 erlebten die Kraftwerksgegner gegenüber einem gesamtschweizerischen Polizeiaufgebot die Grenzen der Gewaltlosigkeit. Die Gewaltfreie Aktion Kaiseraugst engagierte sich politisch in der knapp abgelehnten Volksinitiative «zur Wahrung der Volksrechte und der Sicherheit beim Bau und Betrieb von Atomanlagen» mit Volksabstimmung am 18. Februar 1979 und 9 zustimmenden Ständen.

Im Februar 1979 wurde der Informationspavillon des geplanten Kernkraftwerks von militanten Linken gesprengt. Acht Autos von Vertretern der Kernenergie in der ganzen Schweiz gingen in Flammen auf. 2021 bekannte sich der Aktivist Giorgio Bellini zu der inzwischen verjährten Tat in Kaiseraugst.

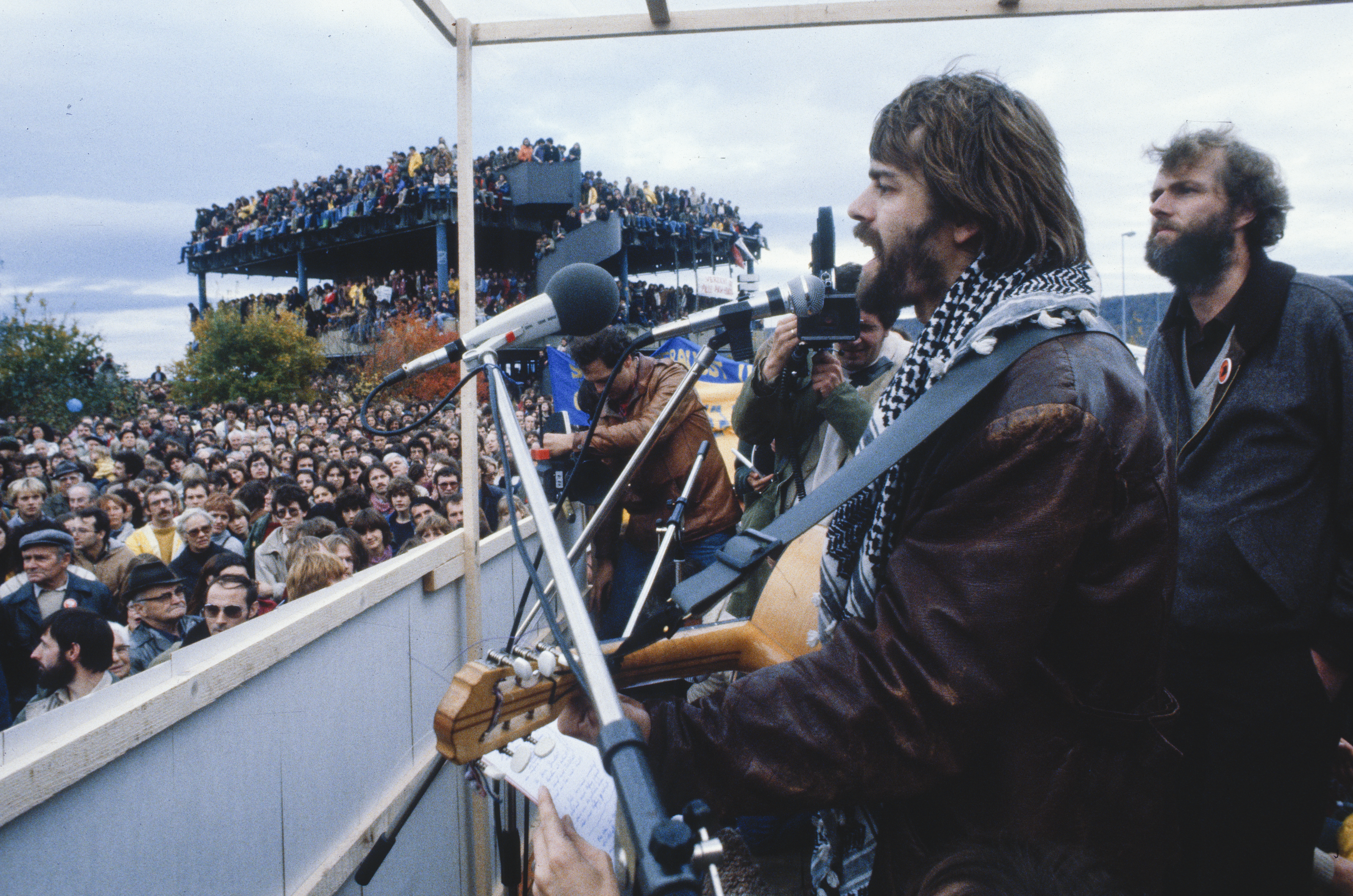
Kundgebung 1983

## Projektabbruch
Der Bau des Kraftwerks verzögerte sich wegen zahlreicher bürokratischer Hindernisse; so wurden beispielsweise die Kühlvorgaben mehrfach geändert. 1971 untersagte der Bundesrat die Wasserdurchlaufkühlung, was den in der Öffentlichkeit umstrittenen Bau von Kühltürmen erforderlich machte; später drängte er die Betreiberin jedoch wieder zur Durchlaufkühlung und bewilligte diese 1987. Parallel passten die Bundesbehörden ihre Sicherheitsanforderungen laufend an; 1984 forderten sie erstmals, dass für neue Kernkraftwerke bereits in Betrieb stehende Referenzanlagen desselben Typs existieren müssten. Da es für Kaiseraugst keine solche Anlage gab, entsprach das Projekt den neuen Vorgaben nicht mehr und somit musste die Betreiberin in 1985 das Projekt neu ausschreiben, womit es knapp zwanzig Jahre nach Planungsbeginn wieder am Ausgangspunkt stand. Bis 1986 wurden somit Pläne für Reaktoren vom Typ BWR-6 (Containment vom Typ Mark 2 oder 3) von General Electric, SWR-72 von der Kraftwerk Union, SWR-75 von Asea-Atom und ABWR beschafft.
Gleichzeitig war die wirtschaftliche Lage des Projektes angespannt: Die Finanzierung war wegen des hohen Zinsniveaus teurer als noch zu Beginn erwartet, somit kostete jeder Verzug nach internen Berechnungen der KWK rund 50 Millionen Franken an Zinszahlungen pro Jahr. Die internen Kalkulationen für die Gesamtkosten beliefen sich schon in 1978 auf über 3,2 Milliarden Franken, das knapp 8-fache der ursprünglichen budgetierten 420 Millionen Franken. Nach der Nuklearatastrophe von Tschernobyl in 1986 kündigten sich weitere Verschärfungen der Risikoakzeptanzkriterien an, was zusätzliche Hürden im Bewilligungsverfahren und entsprechende Mehrkosten bedeutet hätte. Die Notwendigkeit eines neuen Kernkraftwerkes aufgrund befürchteter Stromengpässe war mittlerweile auch nicht mehr gegeben; vielmehr lag in der Schweiz nach 1975 ein Stromüberschuss vor, wodurch der in Kaiseraugst erzeugte Strom nicht mehr zwingend nötig war. Insbesondere die bürgerliche Fraktion rund um die FDP, CVP und SVP war somit nicht mehr von der Wirtschaftlichkeit des Projektes überzeugt.
Schliesslich kam in 1988 ein überparteiliches Parlamentskomitee zum Schluss, das Vorhaben sei wirtschaftlich nicht mehr vertretbar und politisch nicht mehr vermittelbar. Der Bundesrat ordnete somit den Abbruch an: die Kernkraftwerk Kaiseraugst AG verzichtete definitiv auf den Bau, erhielt 350 Millionen Franken Entschädigung, schrieb aber rund 1,3 Milliarden Franken versunkene Kosten ab. Damit besiegelten hohe Fremdkapitallasten, ausufernde Bewilligungsauflagen und ein wegbrechender Bedarf gemeinsam mit den Protesten der Bevölkerung das Ende des AKW-Projekts.

## Kosten
Bis zum Projektstopp waren laut Bundesratsbotschaft vom 28. September 1988 insgesamt 1,335 Milliarden Franken in Kaiseraugst gebunden; davon entfielen 482 Millionen auf Werksanlagen und Projektierung, nur 32 Millionen auf das bereits erworbene Gelände, aber 538 Millionen – also gut vierzig Prozent der Gesamtsumme – auf Zinsen und andere Finanzierungskosten, ein direkter Effekt der jahrelangen Verzögerungen und der hoch verzinsten Anleihen der Jahre 1974/75. Hinzu kamen 34 Millionen für Verwaltungsausgaben, 136 Millionen für vorbestellten Kernbrennstoff und 100 Millionen an noch nicht einbezahltem Aktienkapital, das nach dem Abbruch wertlos blieb. Der Bundesrat schätzte den buchhalterischen Verlust der Kernkraftwerk Kaiseraugst AG auf 1,1 bis 1,3 Milliarden Franken, wovon nach der Lex Kaiseraugst 350 Millionen als Bundesentschädigung zurückflossen; rund drei Viertel der Ausgaben blieben damit endgültig versunken.

## Daten des geplanten Reaktorblocks
Das Kraftwerk sollte einen Block bekommen:
| Reaktorblock | Reaktortyp         | Nettoleistung | Bruttoleistung | Baubeginn | Projekteinstellung |
| ------------ | ------------------ | ------------- | -------------- | --------- | ------------------ |
| Kaiseraugst  | Siedewasserreaktor | 1000 MW       |                | —         | 1. Januar 1989     |